# Джерело мінеральної води (пам'ятка природи)
Джерело мінеральної води — гідрологічна пам'ятка природи місцевого значення в Україні. Розташована на території Снігурівського району Миколаївської області, у межах Снігурівської міської ради.
Площа — 0,01 га. Статус надано згідно з рішенням Миколаївської обласної ради № 448 від 23.10.1984 року задля охорони виходу ґрунтових вод.
Пам'ятка природи розташована в місті Снігурівка.